# Gare de Kotka
La gare de Kotka (en finnois : Kotkan rautatieasema est une gare ferroviaire finlandaise située à Kotka.

## Situation ferroviaire
La gare est sur la ligne Kouvola–Port de Kotka.

## Histoire
En 2008, la gare a accueilli  67 000 voyageurs.